# Cannibal Ferox
Cannibal Ferox (Nederlandse bioscooptitel: De kannibalen vallen aan; ook bekend als Make Them Die Slowly) is een Italiaanse kannibalenfilm uit 1981. Wegens de onmenselijke geweldsscènes werd de film verboden in het Verenigd Koninkrijk (de beruchte video nasties).

## Verhaal
Een antropologische studente reist met haar broer en beste vriendin naar de Amazone om te bewijzen dat kannibalisme een mythe is. Tijdens hun tocht komen ze twee blanken tegen waarvan er een gewond is. Het blijken echter drugskoeriers te zijn die bovendien ontzettende wreedheden tegen de lokale bevolking hebben begaan. De hel breekt los wanneer een groep krijgers wraak komt nemen op de blanke indringers.

## Rolverdeling
| Acteur                   | Personage                        |
| ------------------------ | -------------------------------- |
| Giovanni Lombardo Radice | Mike Logan (als John Morghen)    |
| Lorraine De Selle        | Gloria Davis                     |
| Zora Kerova              | Pat Johnson (als Zora Kerowa)    |
| Danilo Mattei            | Rudy Davis (als Bryan Redford)   |
| Robert Kerman            | Lt. Rizzo                        |
| Walter Lucchini          | Joe Costolani (als Walter Lloyd) |
| Fiamma Maglione          | Myrna Stenn (als Meg Fleming)    |
| Venantino Venantini      | Sergeant Ross                    |

## Trivia
Dit was niet Umberto Lenzi eerste film hij maakte al eerder een Eaten Alive! (Italian: Mangiati vivi!) uit 1980. losjes gebaseerd op de Sektegroep Jonestown.